# Arnaldo Madrid
Arnaldo Madrid Gaete (3 de noviembre, Santiago, Chile) es un destacado guionista chileno de telenovelas.
En muchas ocasiones, ha escrito numerosas telenovelas en compañía del también guionista chileno Fernando Aragón, con quien escribió Marta a las Ocho en TVN, además de la miniserie Teresa de los Andes, la cual recibió el Premio del Círculo de Críticos de Arte y la exitosa Amores de Mercado, que recibió el premio Altazor al Mejor Guion. 
Entre sus obras más exitosas, se destacan Mi nombre es Lara, Marrón Glacé, el regreso, Iorana, Aquelarre, Purasangre, Destinos Cruzados y El laberinto de Alicia.

## Teleseries

### Historias Originales
- Papi Ricky (Canal 13, 2007)
- Charly Tango (Canal 13, 2006) (con Fernando Aragón)
- Amores de mercado (TVN, 2001) (con Fernando Aragón)
- Teresa de los Andes (TVN, 1989) (con Fernando Aragón)
- Las dos caras del amor (TVN, 1988) (con Fernando Aragón)
- Marta a las Ocho (TVN, 1985) (con Fernando Aragón)

### Adaptaciones
- Gemelas (CHV, 2019) - Original de Sebastián Ortega
- Te doy la vida (Mega, 2016) - Original de María José Galleguillos
- El regreso (TVN, 2013) - Original de Larissa Contreras
- El laberinto de Alicia (TVN, 2011) - Original de Nona Fernández
- Sin anestesia (CHV, 2009) - Original de Sergio Bravo
- Gatas y tuercas (Canal 13, 2005) - Original de Sebastián Arrau
- Destinos cruzados (TVN, 2004) - Original de Pablo Illanes
- Pecadores (TVN, 2003) - Original de Alejandro Cabrera
- Purasangre (TVN, 2002) - Original de Alejandro Cabrera
- Aquelarre (TVN, 1999) - Original de Hugo Morales
- Iorana (TVN, 1998) - Original de Enrique Cintolesi
- Marrón Glacé, el regreso (Canal 13, 1996) - Original de Cassiano Gabus Mendes
- Top secret (Canal 13, 1994) - Original de Janete Clair
- Champaña (Canal 13, 1994)  - Original de Cassiano Gabus Mendes
- Marrón Glacé (Canal 13, 1993) - Original de Cassiano Gabus Mendes
- Mi nombre es Lara (TVN, 1987) - Original de Celia Alcántara

### Nuevas versiones reescritas por otros
- Te doy la vida (2020) (Te doy la vida) - Por Edwin Valencia, Lucero Suárez, Carmen Sepúlveda y Luis Reynoso.
- Como tú no hay 2 (2020) (Amores de mercado) - Por Ximena Suárez.
- ¿Quién es quién? (2015) (Amores de mercado) - Por Laura Sosa.
- Mi gemela es hija única (2008) (Amores de mercado) - Por Ariana Martín, Marta Azcona, Mercedes Rodrigo, Jordi Arencón, Daniel del Casar, Curro Serrano, Carmen Marfà, Benjamín Zafra, Mario Cuesta, Samuel Prado, Tina Olivares y Paula Fernández.
- Amor descarado (2004) (Amores de mercado) - Por Delia Bentancourt y Roberto Stopello